# Hendryk Lau
Hendryk Lau (* 5. September 1969 in Ost-Berlin) ist ein ehemaliger deutscher Fußballspieler.

## Sportliche Laufbahn
Im Jugendfußball spielte Lau bei den Berliner Vereinen BFC Dynamo, Dynamo Lichtenberg und BSG Rotation Berlin. Bei der BSG Rotation rückte der noch 18-jährige Stürmer im Sommer 1988 aus dem eigenen Nachwuchs in die Ligaelf. In der ostdeutschen Zweitklassigkeit bestritt er bis zur Zusammenführung von ost- und westdeutschem Fußball elf Spiele mit einem Treffer. In der damals drittklassigen Ost-Berliner Bezirksliga konnte er sich in der Wendesaison 1989/90 mit 24 Toren für Rotation II die Torjägerkanone sichern. Im Oktober 1991 nannte sich der Verein in BSV Spindlersfeld um.
1992 wechselte Lau zum SV Meppen. Am 15. Juli 1992, dem 2. Spieltag der Saison 1992/93, gab er bei der 0:2-Niederlage gegen den VfB Leipzig sein Debüt in der 2. Bundesliga für die Emsländer. Insgesamt wurde er aber nur sechsmal in jener Saison eingewechselt. Es blieben seine einzigen Einsätze in der 2. Liga und Lau verließ nach einem Jahr Meppen.
Er ging zum VfL Hasetal Herzlake, wo er zum Torjäger avancierte. 1997 erfolgte der Wechsel zum SV Babelsberg 03, wo er bis 2000 spielte. In seinem letzten Jahr bei Babelsberg wurde er mit 16 Toren Torschützenkönig der Regionalliga Nord. Er wechselte zum Dresdner SC und zwei Jahre später erneut nach Babelsberg, das inzwischen in die 2. Bundesliga auf- und direkt wieder abgestiegen war. Der Verein wurde 2002/03 sogar in die Oberliga Nordost Nord durchgereicht, daran konnte auch Neuzugang Lau mit 12 erzielten Treffern nichts ändern. In den nächsten zwei Saisons versuchten Lau und der SV Babelsberg 03 vergeblich wieder in die Regionalliga aufzusteigen – nach einem zweiten und einem dritten Platz ging Lau, der inzwischen meistens als Joker eingesetzt wurde, zum Ligakonkurrenten BFC Dynamo. Nach acht Toren und 26 Spielen in der Saison 2005/06 beendete er seine Karriere. Sein letztes Heimspiel war indes ein Geisterspiel als Sanktion nach Ausschreitungen von Dynamo-Fans.

## Weiterer Werdegang
Im Anschluss an seine Spielerlaufbahn war er Trainer der A-Jugend des BFC Dynamo und des SV Babelsberg 03. Lau coachte ebenso die U-18 des FC Hertha 03 Zehlendorf. Er kickte selbst später unter anderem im Futsal-Team Neuenhagens und bei den Alten Herren von Blau-Weiss 90 Berlin.

## Trivia
Philipp Lau, der Sohn Hendryk Laus, spielte bis 2010 als Torwart in der 2. Mannschaft des SV Babelsberg 03,. Sein Bruder René Lau ist Rechtsanwalt und war zu aktiven Zeiten Hendryk Laus Berater.

## Erfolge
- Torschützenkönig der Regionalliga Nordost: 1999/2000